# Theretra manilae
Espèce
Theretra manilae est une espèce d'insectes lépidoptères de la famille des Sphingidae, de la sous-famille des Macroglossinae, de la tribu des Macroglossini, de la sous-tribu des Choerocampina et du genre Theretra.

## Description
Imago
L'envergure varie de 71 à 75 mm. L’espèce ressemble à Theretra rhesus, en vert plus foncé. Les ailes antérieures sont plus courtes et leur marge extérieure est moins convexe. La couleur verte est parfois remplacée par le brun, probablement en raison de l'influence d'une forte humidité. Les marges intérieures du tegulae sont argentées. Sur la face dorsale de l’aile antérieure les cinquième et sixième lignes post-médianes sont parallèles sur la moitié postérieure de l'aile et ne sont séparées étroitement sur le bord interne, la zone située entre elles est beige.

## Répartition et habitat
Répartition
L'espèce est endémique des Philippines.

## Systématique
- L'espèce Theretra manilae a été décrite par l'entomologiste américain Benjamin Preston Clark en 1922[1].